# Белякинский сельсовет
Белякинский сельсовет - сельское поселение в Богучанском районе Красноярского края.
Административный центр - посёлок Беляки.

## Население
| 2010 | 2012 | 2013 | 2014 | 2015 | 2016 | 2017 |
| ---- | ---- | ---- | ---- | ---- | ---- | ---- |
| 264  | ↘251 | ↘248 | ↘242 | →242 | ↘233 | ↗235 |

## Состав сельского поселения
| № | Населённый пункт | Тип населённого пункта          | Население |
| - | ---------------- | ------------------------------- | --------- |
| 1 | Бедоба           | деревня                         | 30        |
| 2 | Беляки           | посёлок, административный центр | 234       |

## Местное самоуправление
Белякинский сельский Совет депутатов
Дата избрания: 08.09.2013. Срок полномочий: 5 лет
Глава муниципального образования
- Паисьева Валентина Абрамовна. Дата избрания: 08.09.2013. Срок полномочий: 5 лет